# Ловелас
Ловела́с (від англ. Lovelace) — чоловік із легковажним ставленням до жінок, спокусник, донжуан.
Термін походить від героя роману Самюеля Річардсона «Кларісса» Роберта Лавлейса, французьке прочитання прізвища якого утвердилося як синонім до слова донжуан.